# L-Selektrid
L-Selektrid ist ein sterisch gehindertes und damit selektives Reduktionsmittel für Ketone und Markenname der Firma Sigma-Aldrich für Lithium-tri-sec-butyl(hydrido)borat. Es ist als Lösung in THF erhältlich. Der Markenname ist im Sprachgebrauch deutlich gebräuchlicher als der systematische Name. Es findet seine Anwendung beispielsweise bei Permutationsreaktionen. Ein Vergleich zwischen den Reaktionen jeweils geführt von L-Selektrid und MeTi(OiPr)3 verdeutlicht den Hintergrund einer Permutationsreaktion.
Die Reduktion wird in der Regel bei tiefen Temperaturen (−78 °C) durchgeführt. Jedoch sind Fälle bekannt, bei denen eine Temperaturerhöhung zu einer besseren Stereoselektivität und sogar die Umkehrung der Selektivität führt.